# Petre Marin
Petre Marin (ur. 8 września 1973 w Bukareszcie) – rumuński piłkarz grający na pozycji prawego lub lewego obrońcy.

## Kariera klubowa
Karierę piłkarską Marin rozpoczął w klubie Sportul Braniștea. Następnie w 1993 roku przeszedł do Sportulu Studențesc z Bukaresztu. 24 października 1993 roku zadebiutował w pierwszej lidze rumuńskiej w wygranym 1:0 domowym meczu z Interem Sibiu. W Sportulu grał przez 2 lata.
W 1995 roku Marin przeszedł do innego stołecznego klubu, Naționalu Bukareszt. W latach 1996–1997 dwukrotnie z rzędu wywalczył wicemistrzostwo kraju, a w 2002 roku został z Naționalem mistrzem po raz trzeci. W sezonie 2000/2001 był wypożyczony do Rapidu Bukareszt.
W 2004 roku Marin odszedł z Naționalu do Steauy Bukareszt. W 2005 i 2006 roku dwukrotnie wywalczył tytuł mistrza Rumunii. W 2006 roku zdobył też Superpuchar Rumunii. Z kolei w latach 2007–2008 zostawał ze Steauą wicemistrzem kraju.
W 2010 roku Marin przeszedł do Unirei Urziceni, która spadła w sezonie 2010/2011 z ligi. W 2011 roku odszedł do Concordii Chiajna i w 2011 roku awansował z nią z drugiej do pierwszej ligi.
| Sezon   | Klub               | Kraj    | Rozgrywki | Mecze | Bramki |
| ------- | ------------------ | ------- | --------- | ----- | ------ |
| 1993/94 | Sportul Studențesc | Rumunia | Divizia A | 24    | 0      |
| 1994/95 | Sportul Studențesc | Rumunia | Divizia A | 29    | 1      |
| 1995/96 | Național Bukareszt | Rumunia | Divizia A | 31    | 1      |
| 1996/97 | Național Bukareszt | Rumunia | Divizia A | 32    | 1      |
| 1997/98 | Național Bukareszt | Rumunia | Divizia A | 31    | 0      |
| 1997/98 | Național Bukareszt | Rumunia | Divizia A | 31    | 0      |
| 1998/99 | Național Bukareszt | Rumunia | Divizia A | 30    | 1      |
| 1999/00 | Național Bukareszt | Rumunia | Divizia A | 32    | 1      |
| 2000/01 | Național Bukareszt | Rumunia | Divizia A | 13    | 0      |
| 2000/01 | Rapid Bukareszt    | Rumunia | Divizia A | 14    | 0      |
| 2001/02 | Național Bukareszt | Rumunia | Divizia A | 24    | 2      |
| 2002/03 | Național Bukareszt | Rumunia | Divizia A | 26    | 0      |
| 2003/04 | Național Bukareszt | Rumunia | Divizia A | 27    | 2      |
| 2004/05 | Steaua Bukareszt   | Rumunia | Divizia A | 25    | 0      |
| 2005/06 | Steaua Bukareszt   | Rumunia | Divizia A | 14    | 0      |
| 2006/07 | Steaua Bukareszt   | Rumunia | Divizia A | 22    | 1      |
| 2007/08 | Steaua Bukareszt   | Rumunia | Liga I    | 18    | 0      |
| 2008/09 | Steaua Bukareszt   | Rumunia | Liga I    | 28    | 0      |
| 2009/10 | Steaua Bukareszt   | Rumunia | Liga I    | 29    | 1      |
| 2010/11 | Unirea Urziceni    | Rumunia | Liga I    | 4     | 0      |
| 2010/11 | Concordia Chiajna  | Rumunia | Liga II   | 6     | 0      |
| 2011/12 | Concordia Chiajna  | Rumunia | Liga I    | 15    | 0      |

## Kariera reprezentacyjna
W reprezentacji Rumunii Marin zadebiutował 27 maja 2004 roku w przegranym 0:1 towarzyskim meczu z Irlandią. W swojej karierze grał w eliminacjach do MŚ 2006 i Euro 2008. Od 2004 do 2007 roku rozegrał w kadrze narodowej 9 meczów.
| Mecze i gole w reprezentacji | Mecze i gole w reprezentacji | Mecze i gole w reprezentacji | Mecze i gole w reprezentacji | Mecze i gole w reprezentacji | Mecze i gole w reprezentacji | Mecze i gole w reprezentacji |
| #                            | Data                         | Stadion                      | Rywal                        | Wynik                        | Gol                          | Rozgrywki                    |
| 2004                         | 2004                         | 2004                         | 2004                         | 2004                         | 2004                         | 2004                         |
| ---------------------------- | ---------------------------- | ---------------------------- | ---------------------------- | ---------------------------- | ---------------------------- | ---------------------------- |
| 1.                           | 27.05.2004                   | Dublin, Irlandia             | Irlandia                     | 0:1                          | 0                            | towarzyski                   |
| 2005                         |                              |                              |                              |                              |                              |                              |
| 2.                           | 26.03.2005                   | Bukareszt, Rumunia           | Holandia                     | 0:2                          | 0                            | el. MŚ 2006                  |
| 2006                         |                              |                              |                              |                              |                              |                              |
| 3.                           | 16.08.2006                   | Konstanca, Rumunia           | Cypr                         | 2:0                          | 0                            | towarzyski                   |
| 4.                           | 07.10.2006                   | Bukareszt, Rumunia           | Białoruś                     | 3:1                          | 0                            | el. ME 2008                  |
| 5.                           | 15.11.2006                   | Kadyks, Hiszpania            | Hiszpania                    | 1:0                          | 0                            | towarzyski                   |
| 2007                         |                              |                              |                              |                              |                              |                              |
| 6.                           | 07.02.2007                   | Bukareszt, Rumunia           | Mołdawia                     | 2:0                          | 0                            | towarzyski                   |
| 7.                           | 22.08.2007                   | Bukareszt, Rumunia           | Turcja                       | 2:0                          | 0                            | towarzyski                   |
| 8.                           | 08.09.2007                   | Mińsk, Białoruś              | Białoruś                     | 3:1                          | 0                            | el. ME 2008                  |
| 9.                           | 12.09.2007                   | Kolonia, Niemcy              | Niemcy                       | 1:3                          | 0                            | towarzyski                   |
| 9.                           | 06.06.2001                   | Kowno, Litwa                 | Litwa                        | 2:1                          | 0                            | el. MŚ 2002                  |
| 10.                          | 15.08.2001                   | Lublana, Słowenia            | Słowenia                     | 2:2                          | 0                            | towarzyski                   |
| 11.                          | 06.10.2001                   | Bukareszt, Rumunia           | Gruzja                       | 1:1                          | 0                            | el. MŚ 2002                  |
| 2002                         |                              |                              |                              |                              |                              |                              |
| 12.                          | 17.04.2002                   | Bydgoszcz, Polska            | Polska                       | 2:1                          | 0                            | towarzyski                   |
| 2003                         |                              |                              |                              |                              |                              |                              |
| 13.                          | 20.08.2003                   | Donieck, Ukraina             | Ukraina                      | 2:0                          | 0                            | towarzyski                   |
| 14.                          | 06.09.2003                   | Ploeszti, Rumunia            | Luksemburg                   | 4:0                          | 0                            | el. ME 2004                  |
| 15.                          | 10.09.2003                   | Kopenhaga, Dania             | Dania                        | 2:2                          | 0                            | el. ME 2004                  |
| 16.                          | 16.11.2003                   | Ankona, Włochy               | Włochy                       | 0:1                          | 0                            | towarzyski                   |
| 2004                         |                              |                              |                              |                              |                              |                              |
| 17.                          | 27.05.2004                   | Dublin, Irlandia             | Irlandia                     | 0:1                          | 0                            | towarzyski                   |